# Zorica Djurković
Zorica Djurković, född den 14 september 1957 i Dubrovnik Kroatien, är en jugoslavisk basketspelare som var med och tog OS-brons 1980 i Moskva. Detta var andra gången damerna deltog vid de olympiska baskettävlingarna, tillika Jugoslaviens första medalj på damsidan.